# Tanjung Agung (Indralaya)
Tanjung Agung is een bestuurslaag in het regentschap Ogan Ilir van de provincie Zuid-Sumatra, Indonesië. Tanjung Agung telt 1156 inwoners (volkstelling 2010).